# Johannes Pötzl
Johannes Wolfgang Pötzl (Viena, 25 de março de 1930 — Viena, 2 de novembro de 1993) foi um físico austríaco. Trabalhou na área de semicondutores.

## Obras
- com Walter Heywang: Bänderstruktur und Stromtransport (= Halbleiter-Elektronik. V. 3). Springer, Berlim 1976, ISBN 3-540-07565-8.